# Wapello (Iowa)
Wapello település az Amerikai Egyesült Államok Iowa államában, Louisa megyében, melynek megyeszékhelye is. Lakosainak száma 2084 fő (2020. április 1.).

## Népesség
A település népességének változása:

| 2010 | 2 067 |
| 2020 | 2 084 |